# فولدمورت: أصول الوريث
فولدمورت: أصول الوريث هو فيلم خيال غامض إيطالي ناطق باللغة الإنجليزية قد أصدر، من إخراج جيانماريا بيزاتو والمنتج التنفيذي ستيفانو بريستيا. وهو بادئة غير رسمية لسلسلة هاري بوتر من صنع معجبين، ألفها بيزاتو وبريستيا.
صدر الإعلان التشويقي الرسمي على فيسبوك ويوتيوب في حزيران 2017. وقد تجاوزت المشاهدات على فيسبوك ثلاثين مليون مشاهدة في أقل من 48 ساعة. وصدر الإعلان التشويقي الأخير على يوتيوب في 1 من كانون الأول 2017.
لن يصدر الفيلم في دور العرض بل سيكون متاحًا فقط للمشاهدة مجانا على يوتيوب. و بدأت إتاحته في 13 من كانون الآخر 2018.

## القصة
فولدمورت: أصول الوريث، يصور قصة صعود توم ريدل إلى السلطة.
يقول الموقع الرسمي نصا "نحن [المؤلفون] تسائلنا:
"ما الذي جعل توم ريدل يصبح فولدمورت؟ ما الذي حدث في تلك السنوات، وما الذي حل بفولدمورتهوجوورتس عندما عاد؟ هناك بعض الأدلة في الكتب التي لم تنقل على الإطلاق في الأفلام، بل هناك الكثير مما هو غير معلن. وهذه هي القصة التي نريد أن نحكيها: صعود سيد الظلام قبل هاري بوتر وزواله الأول."

## المقدمة
فولدمورت - أصول الوريث، يتحدث عن حياة فولدمورت السابقة، ساحر الظلام القوي في قصة هاري بوتر الملحمية، وكل الأسباب التي جعلت اسمه مشهورًا ومخيفًا بين أقرانه. يقدم الفيلم أيضًا شخصيات أصلية إضافية: ليس فقط بطل الرواية، وريث سليذرين، بل أيضا ورثة منازل هوجوورتس الأخرى.

## طاقم الممثلين
- ستيفانو روسّي في دور توم مارفولو ريدل – ساحر ظلام وطالب سابق بهوجوورتس والذي سيكون بمثابة الخصم الرئيسي المسمى
- ميتشل ثورنتون سيؤدي صوت توم مارفولو ريدل واللورد فولدمورت
- دافيد إيلينا في دور لورد فولدمورت
- مادالينا أوركالي في دور گريشا ماكلاگين البطلة الرئيسية ووريثة گودريك گريفندور والتي تحاول حاليا إيقاف لورد فولدمورت. گريشا أيضا هي الراوية في التشويقة
- أورورا موروني في دور گريشا ماكلاگين الابن
- أندريا دينيسي في دور ويگلاف سيگوردسون
- أندريا باليو في دور ويگلاف سيگوردسون الابن
- جيلسومينا باسيتي في دور هبيزا سميث
- أندريا بونفانتي في دور لازاروس سميث
- أليسيو دالا كوستا في دور كاركاروف

## فريق العمل
- ستيفانو روسّي
- ميتشل ثورنتون
- دافيد إيلينا
- أندريا باجليو
- أندريا دينيسي
- أورورا موروني
- مادالينا أوركالي
- أندريا بونفانتي
- جيلسومينا باسيتي
- أليسيو دالا كوستا

## روابط خارجية
- فولدمورت: أصول الوريث على موقع IMDb (الإنجليزية)
- فولدمورت: أصول الوريث على موقع ليتربوكسد (الإنجليزية)